# Carilau de Locres
Carilau de Locres (grec antic: Χαρίλαος, llatí: Charilaus) fou un poeta dramàtic de l'antiga Grècia autor de tragèdies. Les seves obres es van representar a Atenes l'any 328 aC. Fabricius l'inclou a la Bibliotheca Graeca.